# 上萨卢姆
上薩盧姆（英語：Upper Saloum）是西非國家甘比亞中河區轄下的10個縣之一。根據甘比亞官方2013年所作的人口普查數據顯示，居住於上薩盧姆的總人口數為19145人。